# كيفن إل. وارد
كيفن إل. وارد (بالإنجليزية: Kevin L. Ward)‏ هو ضابط شرطة وسياسي أمريكي، ولد في 1963 ببيثاني في الولايات المتحدة. انتخب Oklahoma Governor's Cabinet ‏.